# موکرهنا
موکرهنا (به آلمانی: Mockrehna) یک شهر در آلمان است که در نوردزاکسن واقع شده‌است. موکرهنا ۵٬۵۲۹ نفر جمعیت دارد.